# Адамек
Адамек (пољ. Adamek) је село у Пољској које се налази у војводству Светокришком у повјату Кнопецком у општини Стапорков.
Од 1975. до 1998. године ово насеље се налазило у Кјелецком војводству.